# Mamoru Móri
Mamoru Móri (japonsky 毛利 衛, * 29. ledna 1948 Joiči, Hokkaidó, Japonsko) je bývalý kosmonaut japonské kosmické agentury NASDA. Uskutečnil dva krátkodobé kosmické lety, STS-47 roku 1992 a STS-99 roku 1999. Od roku 2000 je ředitelem Národního muzea vznikajících věd a inovací v Tokiu.

## Život
Mamoru Móri vystudoval chemii na Hokkaidské univerzitě, postupně získal titul bakaláře (1970) a magistra (1972). Doktorskou práci obhájil roku 1976 na Flindersově univerzitě v Jižní Austrálii (Flinders University of South Australia). V letech 1975–1985 pracoval na Hokkaidské univerzitě, na fakultě jaderné fyziky se zabýval nukleární fúzí, ale i fyzikou vysokých energií, znečištěním životního prostředí, aplikacemi spektroskopie na biomateriály atd.
Přihlásil se do prvního náboru astronautů japonské kosmické agentury NASDA a 20. června 1985 byl vybrán mezi trojici astronautů oddílu NASDA. Podle dohody NASDA a NASA se měl roku 1988 účastnit jedné z misí amerického raketoplánu Space Shuttle. Po zkáze raketoplánu Challenger v lednu 1986 byl však let odložen.
V letech 1987–1989 pracoval v Centru mikrogravitace na Univerzitě v Alabamě (University of Alabama) v Huntsville, kde zkoumal problémy spektroskopie vysokoteplotních par.
V dubnu 1990 japonští astronauti obnovili přípravu k letu v Johnsonově středisku v Houstonu. Móri byl začleněn do posádky mise, Takao Doi a Čiaki Mukaiová se stali jeho náhradníky.
Do vesmíru Móri vzlétl na palubě raketoplánu Endeavour. Let STS-47 trval od 12. do 5. září 1992. Astronauti prováděli experimenty v mikrogravitaci v laboratoři Spacelab-J, vesměs připravené japonskými vědci.
V říjnu 1992 byl jmenován vedoucím oddílu astronautů NASDA. V letech 1996–1998 prošel v Johnsonově středisku společným výcvikem s astronauty 16. náboru NASA, který završil ziskem kvalifikace letového specialisty raketoplánu. Poté zůstal v Houstonu, zabýval se integrací vybavení japonského modulu Kibó do Mezinárodní vesmírné stanice.
V říjnu 1998 byl určen do posádky letu STS-99. Do vesmíru vzlétl v raketoplánu Endeavour. Mise trvala od 11. do 22. února 1999. Hlavním cílem letu bylo radarové mapování Země.
Roku 2000 odešel z oddílu astronautů NASDA i z NASDA na místo ředitele tehdy založeného Národního muzea vznikajících věd a inovací v Tokiu.
Mamoru Móri je ženatý, má tři děti.